# Presidentvalet i USA 1940
Presidentvalet i USA 1940 hölls den 5 november 1940 i hela landet.
Valet stod mellan den sittande demokratiske presidenten Franklin D. Roosevelt och den republikanske advokaten Wendell Willkie.
Detta val var historiskt eftersom detta var första gången som en sittande president ställt upp i presidentvalet en tredje gång. Efter att George Washington vägrade att ställa upp i presidentvalet en tredje gång så hade ingen annan gjort det, en tradition som Roosevelt valde att bryta.
Roosevelt blev, trots att han utsattes för kritik från vissa håll, vald till partiets kandidat i presidentvalet ganska lätt på det demokratiska partikonventet eftersom många demokrater trodde att han var den enda som kunde slå den republikanske kandidaten Willkie.
Den sittande vicepresidenten John Nance Garner hade börjat distansera sig mer och mer från Roosevelts liberala ekonomiska politik, eftersom han själv var en konservativ texasbo. Han var dessutom en av de största kritikerna av Roosevelts beslut att ställa upp i presidentvalet en tredje gång. Roosevelt valde därför Henry Wallace som medkandidat istället för Garner.
Valet vanns av den sittande amerikanske presidenten Franklin D. Roosevelt med 54,7 % av rösterna mot 44,8 % för Wendell Willkie.

## Demokraternas nominering
Anmälda kandidater
- Franklin D. Roosevelt, USA:s president från New York
- John Nance Garner, USA:s vicepresident från Texas
- James A. Farley, fd chef för postverket från New York

Franklin D. Roosevelt vann nomineringen utan större svårigheter trots ett visst internt motstånd mot Roosevelts beslut att ställa upp för omval en tredje gång. Under den senaste mandatperioden så hade även relationen mellan Roosevelt och John Nance Garner försämrats så Roosevelt valde Henry Wallace som medkandidat istället.

## Republikanernas nominering
Anmälda kandidater
- Arthur H. Vandenberg, senator från Michigan
- Styles Bridges, senator från New Hampshire
- Herbert Hoover, USA:s fd president från Kalifornien
- Wendell Willkie, affärsman från New York
- Charles L. McNary, minoritetsledare i senaten från Oregon
- Robert Taft, senator från Ohio
- Joseph William Martin, minoritetsledare i representanthuset från Massachusetts
- Arthur James, guvernör från Pennsylvania
- Thomas Dewey, åklagare från New York
- Frank Gannett, redaktör och tidningsägare från New York
- Harlan J. Bushfield, guvernör från South Dakota
- Hanford MacNider, fd ambassadör i Kanada från Iowa

Wendell Willkie valdes till det Republikanska partiets presidentkandidat och han valde Charles L. McNary som medkandidat.

## Resultat
| Presidentkandidat     | Partitillhörighet | Hemdelstat | Röster     | Röster | Elektorsröster | Medkandidat       | Hemdelstat |
| Presidentkandidat     | Partitillhörighet | Hemdelstat | Antal      | Andel  | Elektorsröster | Medkandidat       | Hemdelstat |
| --------------------- | ----------------- | ---------- | ---------- | ------ | -------------- | ----------------- | ---------- |
| Franklin D. Roosevelt | Demokrat          | New York   | 27 313 945 | 54,7 % | 449            | Henry Wallace     | Iowa       |
| Wendell Willkie       | Republikan        | New York   | 22 347 744 | 44,8 % | 82             | Charles L. McNary | Oregon     |
| Övriga                | Övriga            | Övriga     | 240 424    | 0,4 %  | 0              |                   |            |
| Totalt                | Totalt            | Totalt     | 49 902 113 | 100 %  | 531            |                   |            |